# Eugenia Cabral
Eugenia Cabral (Córdoba, Argentina, noviembre de 1954) es una poeta, autora teatral, dramaturga, crítica literaria y gestora cultural argentina, comprometida en la causa de los derechos civiles, políticos y gremiales en general y específicamente de los escritores.

## Biografía
Fue cofundadora, en 1981, en medio de la dictadura militar argentina, del grupo literario Raíz y Palabra, junto con los poetas Susana Arévalo, Carlos Garro Aguilar, Hernán Jaeggi y César Vargas. También fue miembro del Movimiento de Escritores por la Liberación, que publicó periódico cultural El Cronopio (1986-1987). Dirigió la editorial de poesía Ediciones Mediterráneas, en la ciudad de Córdoba (1988-1992), así como la revista Imagin Era y la Creación Literaria (1991-1993). Fue presidenta de la delegación de Córdoba de la Sociedad de Escritoras y Escritores de la Argentina (SEA). Ha ejercido de dramaturga, colaborando con Paco Giménez (Francisco Daniel Giménez), del teatro 'La Cochera', en el análisis y la dramaturgia de espectáculos. Además, ha coordinado talleres literarios en instituciones públicas y privadas, como la 'Universidad Tecnológica Nacional, la 'Galería de Arte Marchiaro', el 'Sindicato de Empleados Públicos' o las Unidades penitenciarias de la Provincia de Córdoba.
Ha realizado diversas investigaciones y antologías sobre la historia de la literatura de la Córdoba argentina. Ha contribuido a la recuperación y mantenimiento de la memoria de la presencia en Argentina, en la ciudad de Córdoba en particular, del poeta español de la generación del 27, Juan Larrea, con la publicación del ensayo Vigilia de un sueño. Apuntes sobre Juan Larrea en Córdoba, Argentina (1956-1980), 2017. Sus textos figuran en antologías diversas y en revistas argentinas, latinoamericanas, españolas y de otros países.

## Premios y distinciones
- 1989 - Tercer Premio en el Concurso Nacional de Poesía “90 Aniversario Diario El Liberal”, de Santiago del Estero, Argentina.
- 1991 - Premio de Poesía del Instituto CIDAM, en reconocimiento a la labor literaria y cultural.
- 2009 - Finalista de honor en el Premio Mundial de Poesía “Andrés Bello”, otorgado por la Sociedad Venezolana de Arte Internacional SVAI. Estado Guárico, Venezuela. Septiembre de 2009.
- 2010 - Tercer Premio de Poesía en el certamen internacional “Mujeres Silenciadas. Argentina Rubiera”, convocado por el colectivo El Fresno de la Asociación Les Filanderes, patrocinado por el ayuntamiento de Langreo (Asturias, España). Mayo de 2010.
- 2010 - Mención del jurado, categoría “Poesía”. IV Concurso Nacional de Cuento y Poesía “Adolfo Bioy Casares”. Ciudad de Las Flores (provincia de Buenos Aires), octubre de 2010.
- 2011 - Beneficiada en 2011 con la Ley 9578 de Reconocimiento al mérito artístico de la Provincia de Córdoba.

## Publicaciones
Las obras publicadas de Eugenia Cabral son las siguientes:

### Poesía
- 1986 - El Buscador de Soles. Editorial Municipal de Córdoba.
- 1996 - Iras y Fuegos – Al margen de los tiempos. Poemas en prosa. Ediciones Último Reino. Buenos Aires.
- 2004 - Cielos y barbaries. Alción Editora. Córdoba.
- 2009 - Tabaco. Editorial Babel, Córdoba.
- 2012 - En este nombre y en este cuerpo. Editorial Babel, Córdoba.[14][15]
- 2016 - La voz más distante, Pan Comido.[16][17]

### Teatro
- 2012 - El prado del ganso verde, obra de teatro ambientada en la Batalla de Pradera del Ganso (Batalla de Goose Green), durante la denominada guerra de Malvinas, fue estrenada en el 'teatro La Cochera' en diciembre de 2013, con la dirección de Giovanni Quiroga.[18][19][20]
- 2019 - El Prado del Ganso Verde, texto dramatúrgico publicado en Malvinas II. La guerra en el teatro, el teatro de la guerra, edición compilada por Ricardo Dubatti, Ediciones del Centro Cultural de la Cooperación, colección Dramaturgia Argentina dirigida por Jorge Dubatti.

### Relatos
- 1999 - La Almohada que no duerme. Relatos. Ediciones Del Boulevard, Córdoba.[21]

### Ensayo
- 1988 - Poesía Actual de Córdoba - Los años ’80. Prólogo y antología. Ediciones Mediterráneas.
- 2008 - Un Golpe de Dados, poema de Stéphane Mallarmé, versión en español de Agustín Oscar Larrauri, estudio preliminar por Eugenia Cabral. Editorial Babel, Córdoba.
- 2017 - Vigilia de un sueño. Apuntes sobre Juan Larrea en Córdoba, Argentina (1956-1980).
- 2019 - Prologando la posteridad, introducción a Del surrealismo a Machupicchu, ensayo de Juan Larrea, reeditado por Instituto Cervantes, colección Los Galeotes, Madrid.